# Chapelle Saint-Mauxe d'Acquigny
L'église Saint-Mauxe est située à Acquigny, dans l'Eure. Construite au XIIIe siècle, elle est inscrite au titre des monuments historiques.

## Historique
La chapelle a été reconstruite en 1752 par le président d'Acquigny, maître du domaine adjacent.

## Galerie d'images

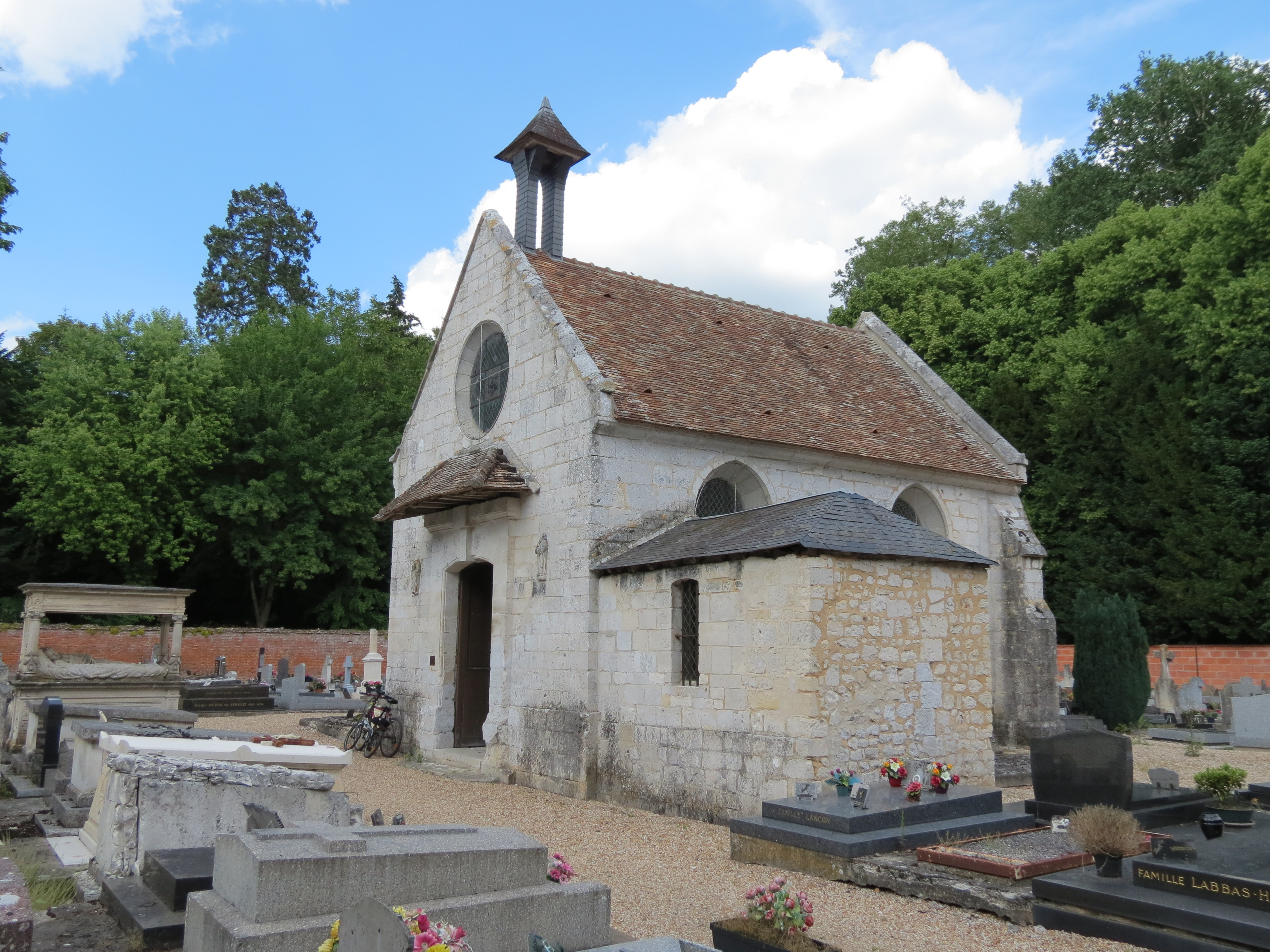
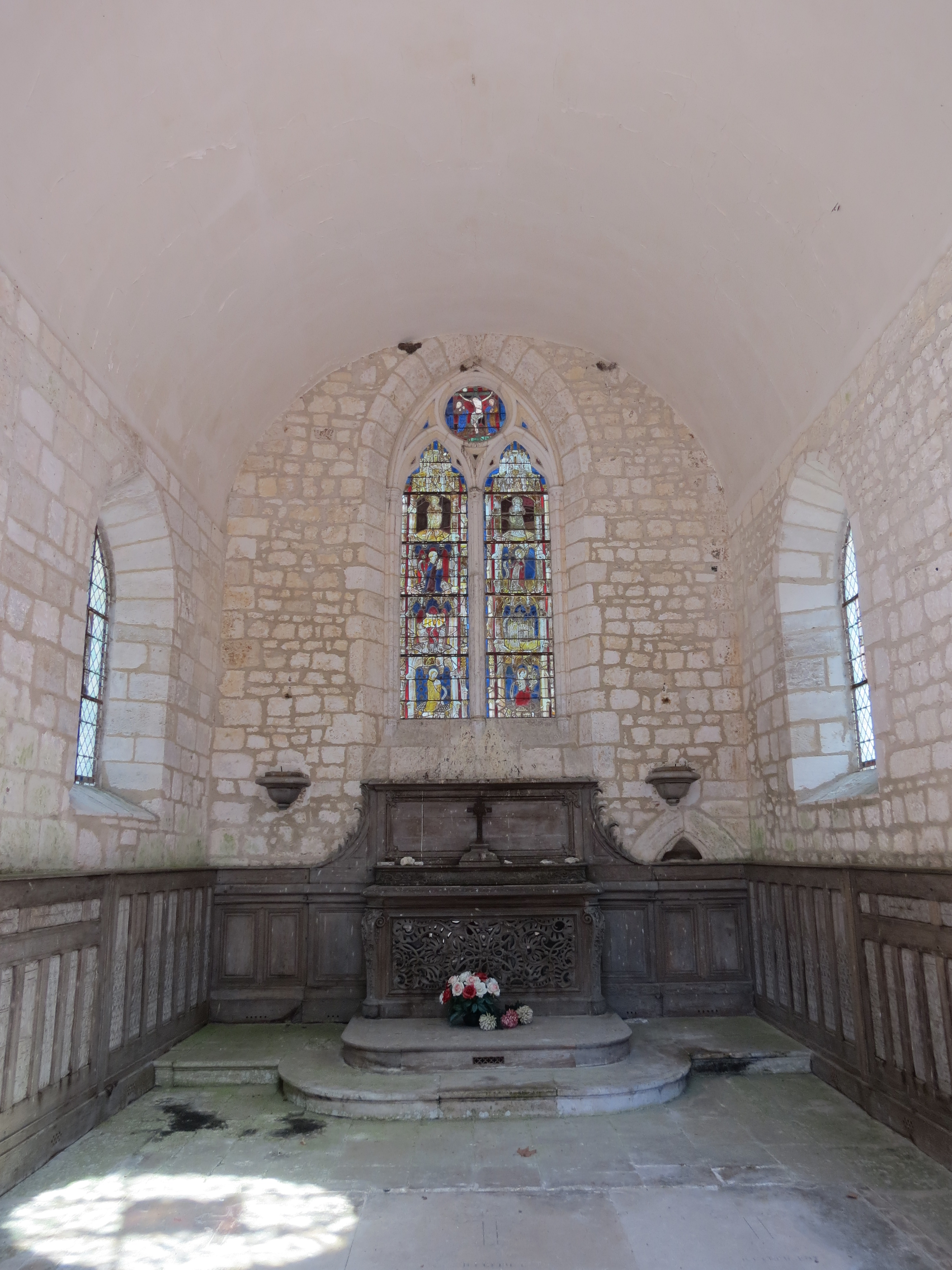
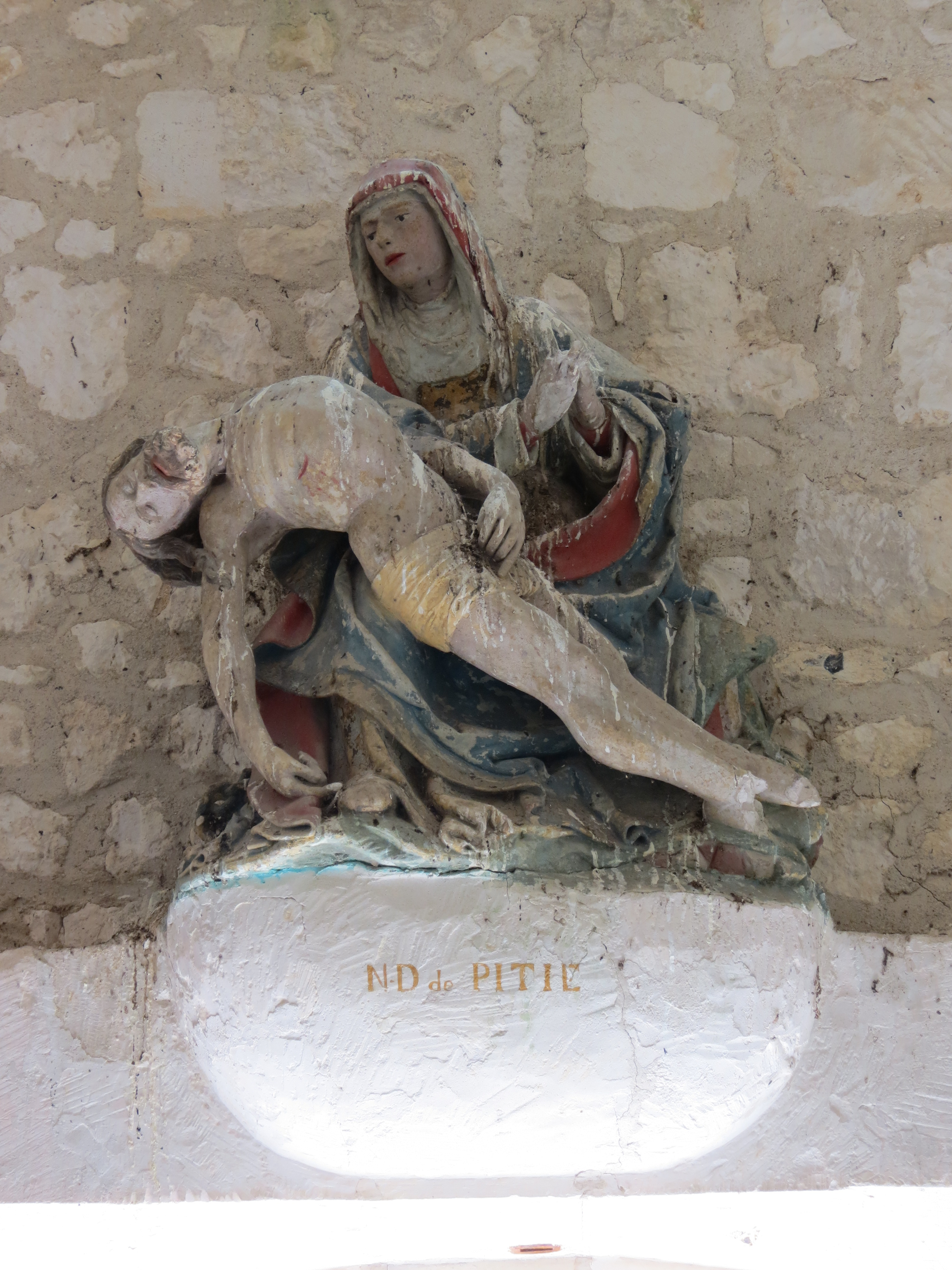